# Peterswahl
Peterswahl ist ein Kirchdorf in der Gemeinde Hörgertshausen im Landkreis Freising (Oberbayern).

## Geschichte
Erstmals urkundlich erwähnt wird Peterswahl im Jahr 779/80 in den Traditionen des Hochstifts Freising. Der Ortsname wird auf das Vorhandensein von Resten der ortsansässigen gallo-romanischen Bevölkerung (Welsche) zurückgeführt. Der Ort war Teil der Obmannschaft Enghausen im Landgericht Moosburg und Rentamt Landshut. Seit dem Gemeindeedikt 1818 war Peterswahl somit Teil der politischen Gemeinde Enghausen. Am 1. Mai 1978 wurde die Gemeinde Enghausen im Zuge der Gebietsreform aufgelöst; das Gebiet um Peterswahl ging in der Gemeinde Hörgertshausen auf.

### Einwohnerentwicklung
Die Bevölkerung von Peterswahl hat sich seit 1877 wie folgt entwickelt:
| Jahr | Einwohner |
| ---- | --------- |
| 1877 | 74        |
| 1928 | 87        |
| 1952 | 109       |
| 1978 | 60        |
| 1987 | 55        |

## Kultur und Sehenswürdigkeiten
- Filialkirche St. Peter und Paul: Die katholische Filialkirche St. Peter und Paul ist ein barocker Saalbau mit Chorturm und angefügter Sakristei von 1725, der ein Ersatzbau für einen älteren Kirchenbau war. Der Turm stammt aus der ersten Hälfte des 15. Jahrhunderts.[3] Die Kirche war seit jeher Filialkirche der Pfarrei St. Margareth in Margarethenried.

Siehe auch → Liste der Baudenkmäler in Hörgertshausen